# Dušan Popov
Pour les articles homonymes, voir Popov.
Dušan Popov dit Duško Popov (serbe cyrillique Душан « Душко » Попов), alias Tricycle (pour les Britanniques, car il travaillait pour eux, chez les Allemands et les Serbes) et Ivan (pour les nazis), né le 10 juillet 1912 à Titel en Serbie et mort le 10 août 1981 à Opio sur la Côte d'Azur, est un agent double (anglais-allemand) serbe.
Pour créer le personnage de James Bond, Ian Fleming s'en est fortement inspiré, notamment lorsqu'il le rencontre à l’hôtel Palacio à Estoril pendant la Seconde Guerre mondiale où le Serbe mise, sur une seule donne, les 38 000 dollars de ses frais de mission sur une table de baccara et remporte le coup au bluff, lui donnant l'idée de Casino Royale.

## Biographie
Fils d'une riche famille serbe, Dušan Popov passe son enfance à Dubrovnik puis devient un familier de la cour du royaume de Yougoslavie. Polyglotte, il est envoyé, comme ses frères, parfaire ses études dans les meilleures écoles européennes : après quelques mois passés dans une Public School en Angleterre, dont il se fait renvoyer, il intègre le lycée Hoche à Versailles, puis s'inscrit à l'université de Belgrade où il passe une licence de Droit. À 24 ans, Duško Popov obtient son doctorat de droit à Fribourg-en-Brisgau où il devient l'ami inséparable de Johnny Jebsen, bourgeois épicurien. Dandy, séducteur et bluffeur, il participe à des débats estudiantins où il conteste fortement les théories nazies : l'étudiant libéral est alors mis en détention provisoire par la Gestapo. Jebsen prévient le père de Duško pour qu'il active ses relations afin de lui faire éviter l'internement en camp de concentration. Libéré, cet épisode fait de lui un anti-nazi convaincu.
Johnny Jebsen est recruté par l'Abwehr et propose à son ami de devenir espion pour les nazis. Il prévient les services de renseignement britanniques quand il est recruté par l'Abwehr. Lorsque celle-ci l'envoie espionner au Royaume-Uni, il transmet à Berlin un savant mélange d'informations contenant vérités et mensonges bien étudiés, élaboré avec soin par le Comité XX britannique. Ayant une couverture d'homme d'affaires travaillant dans l'import-export, il devient un des piliers du Système Double Cross et se rend souvent au Portugal, pays neutre où son officier de liaison allemand le contacte au casino de l’hôtel Palacio à Estoril. C'est au casino Estoril ou à l’hôtel Palacio que Popov croise l'officier du renseignement de Royal Navy Ian Fleming alors qu'il bluffe un riche Lituanien vantard au baccara. Ce coup de bluff est immortalisé dans Casino Royale, premier roman de James Bond écrit par Fleming.
Quand les Japonais recherchent des renseignements en vue de l'attaque de Pearl Harbor, ils appellent leurs alliés nazis pour obtenir le maximum de renseignements sur cette base. Popov exécute la mission confiée à l'Abwehr. Il va sur place, muni d'un questionnaire très précis. Celui-ci passe par les services britanniques, puis américains, qui seront au courant sans y croire — quatre mois auparavant — des intentions nippones, le directeur du FBI, J. Edgar Hoover, se méfiant de cet homme qui était sous le coup du Mann Act pour proxénétisme. Déçu de l'incompétence de Hoover, il participe à l’opération Fortitude dont il sera l'un des plus importants éléments de sa réussite.
Quand en 1972, un livre paraît sur les activités de Popov, il devient célèbre, alors que sa propre famille ignorait tout de son passé.

### Mémoires et bibliographie
- Tricycle, préface d’Ewen Montagu, Robert Laffont (collection "Vécu"), 1975, in-8°, 335 p.
- Article du Figaro du jeudi 19 décembre 1974, page 28 : « Le véritable 007 va publier ses mémoires. James Bond existe : il s'appelle Popov. »
- VSD n° 209 (3 - 9 septembre 1981), pages 12-14 : « Le père de James Bond. L'histoire vraie de celui qui fut le modèle de 007 » (article de Danyèle Dulhoste écrit à l'occasion de la mort de Dusko Popov).